# Complesso di Sant'Imbenia
Il complesso di Sant'Imbenia è un sito archeologico situato nella Sardegna nord-occidentale, in territorio di Alghero da cui dista circa quindici chilometri. 

## Villaggio nuragico
Ubicato in prossimità del mare, all'interno della baia di Porto Conte oltre che a breve distanza dalle miniere di argento dell'Argentiera, del ferro a Canaglia e di rame a Calabona, è presumibile che sia stato un importante centro di commercializzazione e smistamento di prodotti locali e allogeni soprattutto verso la penisola iberica.
L'insediamento è costituito da un nuraghe e da un agglomerato di capanne messi in luce all'inizio degli anni 80 durante i lavori di sistemazione di un campeggio. Il primo, risalente al Bronzo medio (1500-1300 a.C.), si compone di un mastio e due torri minori che insieme formano un corpo con profilo retto-convesso-curvilineo. Il villaggio, ubicato a poca distanza e principale oggetto di studi, venne realizzato più tardi e abitato sino al V secolo a.C.; suddiviso in isolati, con relativa corte interna, è attraversato da viuzze lastricate che congiungono piccole piazze dotate anch'esse di pavimentazione a lastroni. Spicca un edificio che si ritiene possa trattarsi di una villa marittima avente funzione produttiva, di raccolta e di imbarco dei prodotti dell'entroterra.
Le prime indagini sistematiche vennero effettuate tra il 1982 e il 1990 dagli archeologi Susanna Bafico, Fulvia Lo Schiavo, Ida Oggiano e David Ridgway. In tale occasione venne portata alla luce una grande quantità di materiali ceramici nuragici, fenici e di fabbricazione levantina oltre a ceramiche greche fra i quali uno skyphos a semicerchi pendenti risalente alla prima metà dell'VIII secolo a.C. che risulta essere "il più antico prodotto d'importazione euboica nel Mediterraneo centrale".
Il complesso perse la sua importanza nel VII secolo a.C. quando i fenici scelsero di spostare i loro traffici negli scali meridionali dell'Isola.
Il sito di Sant'Imbenia ha dato nome all'omonima tipologia di ceramiche, le anfore Sant'Imbenia, poiché durante gli scavi si rinvennero numerose ceramiche di tale tipologia. Si tratta di ceramiche prodotte in alcuni centri indigeni sardi tra IX e VII secolo a.C. Le anfore Sant'Imbenia sono considerate una forma ibrida nuragico-fenicia. Ceramiche di questa tipologia vennero esportate verso la Penisola Iberica, come attestato ad esempio nei siti di Huelva, Cadice, Malaga, e nel Nord Africa, a Utica e a Cartagine, dove vennero rinvenute in gran numero. Almeno un esemplare di tale tipologia è stato rinvenuta nell'Italia tirrenica, a San Rocchino, in Versilia, a Nord di Pisa.
La vitalità commerciale del centro costiero nuragico è anche testimoniata dal rinvenimento di diversi ripostigli contenente importanti quantità di materiali metallici come numerosi lingotti di rame, asce bronzee, un'elsa di spada tipo "Monte Sa Idda". Sono stati rinvenuti anche pesi da bilancia. Nel sito era presente una piazza lastricata attorno alla quale si disponevano gli ambienti principali, erano inoltre presenti diverse rotonde con bacile e sedili, provviste di canalette per l'acqua. Di un certo interesse è anche il rinvenimento di uno ziro, cioè un grosso contenitore ceramico, colmo di semi di cardo.

## Villa romana
La villa romana di Sant'Imbenia si trova a circa 1 km di distanza dal sito nuragico e  rappresenta un significativo insediamento archeologico di età romana, in riva al mare. 
Realizzata tra la fine del I secolo a.C. e gli inizi del I secolo d.C., la sua architettura comprendeva una zona padronale e un'area destinata alle attività rurali.

## Archeogenetica
Uno studio del 2023 ha analizzato il DNA antico di diversi individui vissuti nel Mediterraneo centrale dall'età del bronzo al 500 d.C., tra cui tre individui dal complesso di Sant'Imbenia, datati tra la tarda età del bronzo e l'età del ferro (1115 - 774 a.C. circa)
Secondo lo studio, i genomi, che mostrano una derivazione dai cacciatori-raccoglitori occidentali e dai primi agricoltori europei, sono analoghi agli altri genomi di età nuragica precedentemente analizzati e provenienti da diversi siti dell'isola.